# Emperador romà d'Orient
L'emperador romà (grec medieval: βασιλεὺς [τῶν] Ῥωμαίων, Vassilevs [ton] Roméon) o basileu (βασιλεὺς, Vassilevs), conegut en la historiografia com a emperador romà d'Orient o emperador bizantí, era la persona situada al cim de la jerarquia administrativa i social de l'Imperi Romà d'Orient. Era l'autoritat suprema en gairebé tots els afers. La justificació ideològica de concentrar la sobirania en una sola persona es remuntava a l'Imperi Romà de l'edat antiga i incorporava nocions tant del cristianisme com de l'hel·lenisme. L'emperador exercia aquest poder per la gràcia de Déu, manifestada a través de l'aclamació de l'exèrcit, el senat i el poble. Tanmateix, la falta de claredat jurídica entorn de la successió feu que les victòries al camp de batalla servissin tot sovint de trampolí per ascendir al tron i obrí la porta a una multitud d'intents d'usurpació, molts dels quals reeixiren.
A partir dels segles vii i viii, l'evolució de les condicions socials conduí a un sistema parcialment hereditari plasmat en el concepte del porfirogènit. La percepció de l'emperador com a representant de Déu a la terra li conferia una autoritat extraordinària sobre l'Església. Com a personificació de l'autoritat legislativa suprema, estava per sobre de la llei i era considerat el propietari de totes les terres de l'imperi. Malgrat que els romans d'Orient sovint es revoltaven contra emperadors individuals i els derrocaven, el poder de la institució en si mai no estigué realment en dubte, car es basava en un exèrcit professional, un engranatge burocràtic eficient i la capacitat de recaptar fons suficients per a les seves empreses. Per altra banda, la propaganda imperial magnificava la figura de l'emperador i en feia la pedra angular del patriotisme i el pensament polític.
La distància entre els emperadors i els seus súbdits era accentuada per la seva residència al palau, on es dedicaven a rituals i cerimònies estrictes amb arrels en l'antic culte imperial, així com per la seva condició sagrada i l'ús d'or i porpra en la seva indumentària.